# Baaba Maal
Baaba Maal (Podor, África Occidental Francesa, 12 de noviembre de 1953) es un cantante, músico y compositor senegalés nacido en la localidad de Podor, en el Río Senegal. Es muy popular en territorio africano y uno de los músicos más conocidos de Senegal. Como músico interpreta la guitarra acústica y la percusión. Hasta la fecha ha publicado varios álbumes de estudio, de manera independiente y mediante grandes discográficas. En julio de 2003 se convirtió en emisario juvenil del Programa de las Naciones Unidas para el Desarrollo (PNUD).
Maal canta normalmente en idioma pulaar y es uno de los principales promotores de las tradiciones de la población de habla pulaar que viven a ambos lados del río Senegal en la región senegalés de Futa Tooro.

## Biografía

### Primeros años y educación
En su juventud, el padre de Maal quería que se convirtiera en pescador como él. Sin embargo, un viejo griot amigo de la familia, el guitarrista ciego Mansour Seck, lo convenció de que aprendiera a ejecutar la guitarra y que entregara su vida a la música. Más adelante estudió música en la universidad en Dakar antes de mudarse a Europa para realizar estudios de posgrado con una beca en la Escuela de Bellas Artes en París.

### Carrera

#### Inicios
Tras terminar sus estudios en París y regresar al continente africano, Maal empezó a estudiar música tradicional africana con Mansour Seck y se unió a la agrupación Daande Lenol. Las fusiones de Maal siguieron estando presentes en la siguiente década con el lanzamiento del álbum Firin' in Fouta (1994), donde fusionó géneros como ragga, salsa y Breton harp para crear un popular sonido que impulsó las carreras de Positive Black Soul, un grupo de raperos, y que también generó la formación del grupo Afro Celt Sound System. Su tendencia de fusión siguió siendo evidente en su álbum de 1998 Nomad Soul, con el reconocido Brian Eno como uno de sus siete productores. Además de sus varios lanzamientos en solitario, contribuyó en dos canciones, "Bushes" y "Dunya Salam", en el álbum conceptual 1 Giant Leap de Jamie Catto y Duncan Bridgeman.
En 1998, Maal grabó la canción "Bess, You Is My Woman Now" para el álbum compilatorio de la Organización Red Hot Red Hot + Rhapsody: The Gershwin Groove, un tributo a George Gershwin que recaudó dinero para varias organizaciones benéficas dedicadas a aumentar la conciencia sobre las enfermedades de transmisión sexual. Ese mismo año recibió el Premio Príncipe Claus otorgado por el Fondo del Príncipe Claus en una ceremonia realizada en la ciudad de Ámsterdam.

#### Década de 2000 - actualidad
En 2002, Maal nuevamente trabajó con la Organización Red Hot, grabando la canción "No Agreement" junto a los artistas Res, Tony Allen, Ray Lema, Positive Black Soul y Archie Shepp para el álbum tributo a Fela Kuti, Red Hot + Riot: The Music and Spirit of Fela Kuti.
El 7 de julio de 2007, Maal hizo parte del cartel del Live Earth concert, celebrado en la ciudad de Johannesburgo, compartiendo escenario con artistas y bandas como UB40, Joss Stone y Angelique Kidjo, entre otros. El álbum de Maal On the Road, un álbum acústico en vivo grabado directamente de los tableros de mezclas de sus eventos durante un período de diez años, fue lanzado en 2008. Un nuevo álbum de estudio, Televisión, fue lanzado en 2009.
Contribuyó con las canciones "Hunger" y "Still" para la banda sonora de la película bélica Black Hawk Down y aportó la canción principal del popular videojuego Far Cry 2, además de ayudar a crear toda la banda sonora para dicho juego. Tocó en los festivales musicales Bonnaroo y Sierra Nevada World Music Festival en 2010. Ese mismo año se presentó en el Festival Mundial de las Artes Negras, celebrado en la ciudad de Dakar entre el 10 y el 31 de diciembre.

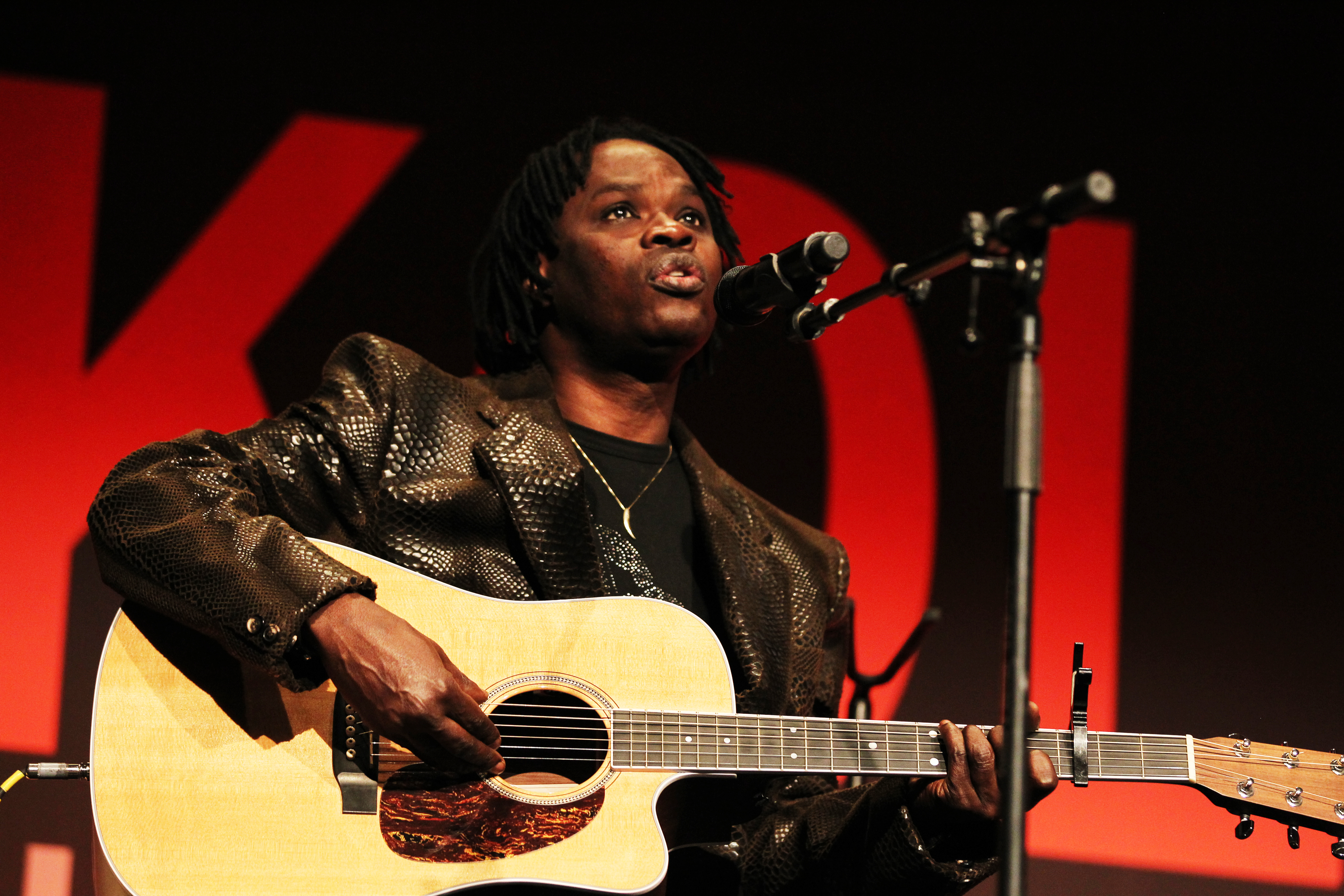
Maal en concierto en el New Theatre de Oxford en marzo de 2011.

El 4 de mayo de 2013, Maal se presentó en el Festival Internacional Artístico de Harare, celebrado en Zimbabue. En 2014 contribuyó en el remake para la BBC de la popular canción de The Beach Boys "God Only Knows".
El undécimo álbum de Maal, The Traveller, grabado con Johan Hugo de The Very Best y Winston Marshall (Mumford & Sons), fue publicado por las discográficas Palm y Marathon Artists. Los sencillos principales, "Fulani Rock" y "Gilli Men", fueron muy bien recibidos por la crítica especializada. The Traveller fue publicado en enero de 2016 y fue acompañado por una gira de soporte por el Reino Unido y por una presentación especial en el Festival Blues Du Fleuve en el país natal del músico. Maal acompañó a la banda Mumford & Sons en su gira Gentlemen of the Road por Sudáfrica en 2015. También lanzó una canción y un video musical en vivo con Mumford & Sons llamado "There Will Be Time".
Aportó su voz para la canción "Wakandan" en la banda sonora de la película de Marvel Black Panther para Ludwig Göransson.

## Discografía

### Álbumes
- 1989 – Passion – Sources (recopilatorio) -  Real World Records
- 1989 – Djam Leelii (con Mansour Seck) – Mango Records
- 1991 – Baayo (con Mansour Seck) – Mango
- 1992 – Lam Toro – Mango
- 1994 – Wango – Syllart
- 1994 – Firin' in Fouta – Mango
- 1995 – Gorel – 4th & Broadway
- 1997 – Taara – Melodie
- 1998 – Nomad Soul – Import
- 1998 – Djam Leelii: The Adventurers – Yoff Productions
- 2000 – Jombaajo – Sonodisc
- 2001 – Missing You (Mi Yeewnii) – Palm
- 2003 – The Best of the Early Years (recopilatorio) – Wrasse
- 2005 – Palm World Voices: Baaba Maal (recopilatorio) – Palm
- 2008 – On The Road (recopilatorio) – Palm
- 2009 – Television – Palm
- 2016 – The Traveller – Palm / Marathon Artists

### Contribuciones
- 1999 – Unwired: Acoustic Music from Around the World – World Music Network
- 2013 – The Rough Guide to the Music of Senegal – World Music Network
- 2009 - Televison (con Brazilian Girls)[17]
- 2016 – Johannesburg (con Mumford and Sons) Glassnote Entertainment Group[18]

### DVD
- 1999 – Live at the Royal Festival Hall – Palm Pictures